# Агиос Георгиос (дем Гревена)
Вижте пояснителната страница за други значения на Агиос Георгиос.
Агиос Георгиос или Чурхли (на гръцки: Άγιος Γεώργιος; до 1927 година: Τσούρχλι, Цурхли) е село в Република Гърция, част от дем Гревена, област Западна Македония.

## География
Селото е разположено на 800 m надморска височина, на около 15 km северно от град Гревена. На север граничи с населишкото село Клима.

## История

### В Османската империя
В края на XIX век Чурхли е голямо смесено мюсюлманско-християнско гръкоезично село в Гревенската каза на Османската империя. Според статистиката на Васил Кънчов в 1900 година в Чурхли (Зурхли, Джурхли) живеят 400 валахади (гръкоезични мюсюлмани), 200 гърци християни и 40 цигани.
На Етнографската карта на Битолския вилает на Картографския институт в София от 1901 година Джуруфли (Зуркли) е чисто гръцко село в Гревенската каза на Серфидженския санджак със 175 къщи.
Според статистика на Серфидженския санджак на гръцкото консулство в Еласона от 1904 година в Чурхли (Τσούρχλι), Гревенска каза, живеят 600 валахади и 400 гърци християни.

### В Гърция
През Балканската война в 1912 година в селото влизат гръцки части и след Междусъюзническата в 1913 година Чурхли остава в Гърция.
В средата на 20-те години мюсюлманската част от населението на селото е изселено в Турция по силата на Лозанския договор и на негово място са заселени гърци бежанци от Турция. В 1928 година селището е представено като смесено от коренни местни жители и новодошли бежанци като последните са 124 семейства или 413 жители.
През 1927 година името на селото е сменено на Агиос Георгиос.
Населението произвежда жито, тютюн и други земеделски култури, като частично се занимава и със скотовъдство.
| Име  | Име   | Ново име | Ново име | Описание                      |
| ---- | ----- | -------- | -------- | ----------------------------- |
| Бара | Μπάρα | Лекани   | Λεκάνη   | местност СЗ от Агиос Георгиос |

| Година    | 1913 | 1920 | 1928 | 1940 | 1951 | 1961 | 1971 | 1981 | 1991 | 2001 | 2011 | 2021 |
| --------- | ---- | ---- | ---- | ---- | ---- | ---- | ---- | ---- | ---- | ---- | ---- | ---- |
| Население | 1172 | 919  | 785  | 900  | 863  | 828  | 660  | 814  | 746  | 824  | 452  | 324  |

## Личности
Родени в Агиос Георгиос
- Бекир Фикри паша (1882 – 1914), османски военачалник
- Георги Янински (1810 – 1838), новомъченик
- Георгиос Зервас (1820 – 1860), клефт
- Йоанис Зограф, изписал в 1850 година Бунаския манастир с подпис „χειρ Ιω(άννου) Ζωγράφου Τζουρχλ(ι)“[10]
- Николаос Канутас (1879 - 1967), гръцки андартски деец

Починали в Агиос Георгиос
- Спиридон Дукис (? – 1906), гръцки андартски деец